# Рудня-Радовельська (зупинний пункт)
Ру́дня-Радове́льська — пасажирський залізничний зупинний пункт Коростенської дирекції Південно-Західної залізниці розташований на одноколійній неелектрифікованій лінії Коростень — Олевськ.
Розташований у селі Рудня-Радовельська Олевського району Житомирської області між станціями Діброва-Олевська (4,5 км) та Пояски (8,5 км).
На зупинному пункті зупиняються приміські поїзди.